# Ammophila smithii
Ammophila smithii är en biart som beskrevs av Frederick Smith 1856.
Ammophila smithii ingår i släktet Ammophila och familjen grävsteklar. Inga underarter finns listade i Catalogue of Life.